# Baksa (családnév)
A Baksa régi magyar családnév, 2019-ben nem szerepelt a leggyakoribb száz családnév között.

## Eredete és változatai
A Baksa apai eredetű családnév, eredete a bak szóra vezethető vissza, melynek a középkorban alakult ki férfiakra vonatkoztatott metaforikus jelentése. A név -sa kicsinyítőképző-bokrot kapott és személynévvé vált. „Baksa fia, leszármazottja” jelentésben lett belőle családnév. Az -s képző foglalkozásnevet is jelölhetett, de akár a Bakos alakból is kialakulhatott a Baksa, Bakosa→Baksa módon, magánhangzó-kieséssel.
Hajdú Mihály nyelvész szerint leginkább a Tiszától nyugatra, különösen Zala megyében gyakori családnév; de Kárpátalján is előfordul, a 20. század elején közepesen gyakori magyar vezetéknév volt a régió egyes településein.

## Neves személyek
- Baksaházi Baksa Márk (16–17. század) magyar katona
- Jozef Baxa (1928) szlovák pedagógus
- Peter Baxa szlovák régész
- Baksa Csaba (1946-2019) magyar geológus és közgazdász
- Baksa-Soós János (1948-2021) magyar előadóművész, énekes (Kex), képzőművész
- Baksa-Soós Attila (1972) magyar író, költő, zenész, építész
- Baksa András (1988) magyar színész, énekes